# Riatia distincta
Riatia distincta är en kackerlacksart som först beskrevs av Morgan Hebard 1926.  Riatia distincta ingår i släktet Riatia och familjen småkackerlackor. Inga underarter finns listade i Catalogue of Life.